# 그 놈은 멋있었다 (영화)
《그 놈은 멋있었다》는 2004년에 개봉한 대한민국의 영화이다. 귀여니의 동명 인터넷 소설을 원작으로 한다. 송승헌, 정다빈, 이기우가 출연한다.

## 줄거리
명랑하고 어리숙한 여고생 한예원은 학교 게시판에 무심코 남긴 댓글 때문에 문제아로 유명한 공고생 지은성과 엮이게 된다. 우연히 학교 담을 넘다 지은성과 입을 맞추게 된 예원은 그에게 책임을 져야 한다는 황당한 요구를 받는다. 사실 지은성은 여자와 손조차 잡아본 적 없는 순수한 면모를 지니고 있었고, 첫 키스 상대인 예원에게 결혼까지 요구한 것이다.
처음에는 지은성에게 아무 감정이 없던 예원이지만, 지은성은 서툴지만 진심으로 그녀에게 다가가려 노력한다. 다른 남자에게 예원이 관심을 보이자 질투를 느끼지만, 사랑을 표현하는 방법을 몰라 어색하게 행동할 뿐이다. 지은성은 거칠고 제멋대로지만, 예원의 실수와 어리숙함을 너그럽게 봐준다. 그러나 예원이 그가 싫어하는 선배와 만나는 것을 알게 되자 상처받고, 한국을 떠나 미국으로 가게 된다.
1년 후, 대학 입시를 준비하던 예원은 시험 도중 로미오와 줄리엣 구절을 듣고 지은성과 함께했던 추억을 떠올린다. 첫눈이 내리는 날 공중전화 부스 앞에서 다시 만나기로 약속했던 기억에 예원은 시험을 포기하고 뛰쳐나간다. 약속 장소에 도착했지만 지은성이 없자 슬퍼하던 예원 앞에, 지은성이 선물했던 토끼 인형이 나타나고, 뒤이어 지은성이 나타난다. 예원은 그에게 왜 말없이 떠났냐며 화를 내고, 지은성은 진정한 사랑은 말이 필요 없다고 답하며 두 사람은 재회한다.
영화는 지은성이 어렸을 때 유일하게 그에게 뽀뽀해 준 아이가 예원이었다는 사실을 보여준다. 또한, 예원이 지은성의 핸드폰으로 찍은 영상 속에 어린 시절 예원과 함께 찍힌 사진이 나오면서 둘의 인연이 오래전부터 시작되었음을 암시한다. 지은성은 영상을 보고 예원이 그 어린 소녀였음을 깨닫고 놀란다.

## 캐스팅
- 송승헌 : 지은성 역
- 정다빈 : 한예원 역
- 이기우 : 김한성 역
- 이민혁 : 김승표 역
- 안해수 : 이경원 역
- 김영훈 : 김현성 역
- 김지혜 : 김효빈 역
- 정우 : 빠박이 역
- 규휘 : 왕빛나 역
- 이진성 : 한승표 역
- 강성훈 : 두꺼비 역
- 류호윤 : 임태환 역
- 김경록 : 이정민 역
- 문건 : 신해빈 역
- 유병석 : 웨이터 송승헌 역
- 남궁은숙 : 은숙 역
- 이신명 : 쌍둥이 역
- 이유명 : 쌍둥이 역
- 김연수 : 주얼리 샆 점원 역
- 이환경 : 체육 선생님 역
- 박윤배 : 추행 남 역 (특별출연)
- 김갑수 : 예원 부 역 (특별출연)
- 김보연 : 예원 모 역 (특별출연)
- 박노식 : 토끼 장수 / 빠박이 선배 역 (특별출연)
- 정준하 : 예원 담임 역 (특별출연)
- 김은수 : 미용사 역 (특별출연)

## 같이 보기
- 한류 (문화)